# يوهانا براندت
يوهانا براندت (بالإنجليزية: Johanna Brandt)‏ هي جاسوسة جنوب أفريقية، ولدت في 18 نوفمبر 1876 في Heidelberg, Gauteng ‏ في جنوب أفريقيا، وتوفيت في 23 يناير 1964 في جنوب أفريقيا.